# Lola Bobesco

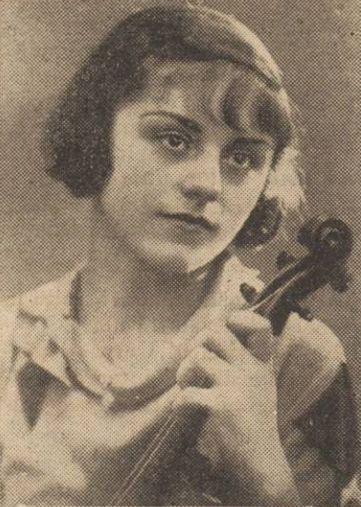
Lola Bobescu in 1934

Lola Bobesco, geboren als Lola Violeta Ana-Maria Bobescu (Craiova, 9 augustus 1919 – Sart (Jalhay), 4 september 2003) was een Belgische violiste van Roemeense afkomst.
Als muzikaal wonderkind kreeg ze haar eerste vorming van haar vader, componist/dirigent Aurel Bobescu, met wie ze voor het eerst openbaar optrad op zesjarige leeftijd. Nadien ging ze studeren aan het Conservatorium van Parijs bij Jules Boucherit. Ze behaalde er een eerste prijs in 1934 en een prix d'excellence in 1935. Ze studeerde ook nog bij Jacques Thibaud. In 1937 behaalde ze als zeventienjarige de zevende plaats in de internationale wedstrijd Eugène Ysaÿe (de voorloper van de Koningin Elisabethwedstrijd), die gewonnen werd door David Oistrach. Hierop volgden uitnodigingen van verschillende grote orkesten en dirigenten, waaronder de Berliner Philharmoniker. In april 1938 maakte ze haar Nederlands debuut in Diligentia in Den Haag. Ze trad dat jaar nog verschillende malen op in Nederland, onder andere in het Concertgebouw van Amsterdam onder Willem Mengelberg, en toerde door Nederlands-Indië. De Tweede Wereldoorlog maakte echter een abrupt einde aan haar carrière als soliste.
Na de oorlog vestigde ze zich in België. Ze trouwde met de Franse pianist Jacques Genty en kreeg de Belgische nationaliteit. Ze legde zich nu vooral toe op kamermuziek. Met Genty maakte ze onder meer opnames van de complete sonates voor viool en piano van Johann Sebastian Bach, Beethoven en Brahms. In 1958 stichtte ze een Belgisch kamerorkest, Les Solistes de Bruxelles dat later het Orchestre de Chambre de Wallonie werd (Kamerorkest van Wallonië). Daarvan bleef ze violist-dirigent tot 1978. Het was geen gelukkige tijd, zei ze later; veel orkestleden konden moeilijk verdragen door een vrouw gedirigeerd te worden en maakten haar het leven zuur. In de jaren 1980 maakte ze enkele tournees door Japan waar ze verschillende platen opnam.
Ze gaf ook les aan het Conservatorium van Brussel en zetelde in de jury van de Koningin Elisabethwedstrijd in 1971 en 1993. Ze bleef optreden en opnames maken tot kort voor haar dood in 2003, onder meer met het Arte del Suono strijkkwartet.
Als haar geboortejaar wordt ook 1920 en 1921 aangetroffen. Gegeven dat ze 17 jaar was toen ze op 1 april 1937 laureaat werd van de Eugène Ysaÿewedstrijd, lijkt 1919 het meest aannemelijk.